# Tunelul Karawanken (rutier)
Tunelul Karawanken (în germană Karawankentunnel, în slovenă Predor Karavanke sau Karavanški predor) este un tunel rutier situat la granița sloveno-austriacă, parțial în Austria, parțial în Slovenia, cu o lungime totală a străpungerii de 7864 m (8019 m între intrări). Construcția lui a început în aprilie 1987 și a fost deschis circulației pe 1 iunie 1991, deși finalizarea lui s-a făcut în octombrie 1987.
Tunelul face legătura între autostrada A11 spre Ljubljana (Karawankenautobahn) în Austria și A2 în Slovenia, între localitățile Rosenbach, municipalitatea Sankt Jakob im Rosental, și Jesenice. Tunelul străbate masivul Karawanken (în slovenă Karavanke), situat în Alpii Calcaroși din Sud.

## Istoric
Anunțul de intenție și cel de căutare a finanțării pentru construcția unui tunel de autostradă cu o lungime de 9,8 km au fost publicate pe 29 iunie 1978 în Bundesgesetzblatt Nr.442 (Monitorul Oficial Federal). Ministerul Construcțiilor și Tehnologiei din acea vreme a decis, pe 24 ianuarie 1979, să transfere sarcina realizării tunelului companiei de autostrăzi Tauernautobahn AG.
Tunelul Karawanken a fost proiectat ca tunel cu două tuburi, câte un tub cu două benzi de circulație pentru fiecare direcție, dar nivelul de trafic mai redus decât era așteptat a condus la construcția unui singur tub, cu câte o singură bandă pe sens și două sensuri de circulație. La inaugurare, tunelul a fost unul din cele mai bine echipate din Europa cu sisteme de siguranță și supraveghere: telefoane de urgență, detectoare de fum, televiziune cu circuit închis, lumini de semnalizare a traficului, radio și conexiune la telefonia mobilă, senzori de monitorizare a circulației aerului și a nivelului de monoxid de carbon.
Proprietarul tunelului a fost compania de autostrăzi Tauernautobahn AG și, începând cu 1993, succesorul său legal, Österreichische Autobahnen-und Schnellstraßen AG (Compania de Autostrăzi și Drumuri Expres din Austria). Supervizarea întreținerii și exploatării tunelului se face de către Landul Carintia, prin Biroul Guvernului Carinthiei, conform Convenției din 15 decembrie 1987.
La mai puțin de o lună de la deschidere, pe 30 iunie 1991, capătul sloven al tunelului și punctul de trecere a frontierei au fost pentru scurt timp ocupate de un detașament de blindate al Armatei Populare Iugoslave, în timpul Războiului de Zece zile. Zona a cunoscut lupte de scurtă durată dar intense, incluzând transportul întăririlor trupelor iugoslave cu elicopterele și culminând cu un ineficient bombardament aerian al Forțelor Aeriene Iugoslave. Clădirile punctului de frontieră au fost puternic avariate în urma schimburilor de focuri. Ulterior, tunelul a fost reocupat de forțele slovene.
Până la deschiderea sa, accesul dinspre Austria spre nord-vestul Sloveniei nu se putea face decât pe drumuri montane sau prin tunelul feroviar Karawanken. După inaugurare, timpul unei călătorii între Villach și Ljubljana s-a redus cu peste o oră.
Deși a fost construit cu un singur tub, ceea ce a impus restricționarea vitezei în tunel, un studiu de fezabilitate a arătat că realizarea celui de-al doilea tub este oportună și rezonabilă.
Înainte de intrarea Sloveniei în Spațiul Schengen, postul de poliție de frontieră austriac era amplasat în Rosenbach, însă ulterior a fost desființat.

## Taxă
Există o taxă pentru traversarea tunelului. Suma care trebuie plătită în Slovenia pentru autovehicule a căror masă maximă autorizată este mai mică de 3.500 kg este de 7,40 € (2019)

Datorită prezenței acestei taxe, este permisă străbaterea tunelului fără achiziționarea vignetei austriece.

## Trafic radio
În tunel se pot recepționa atât postul de radio austriac Hitradio Ö3 al ORF, pe frecvența de 90,4 MHz, cât și cel sloven VAL 202 (aparținând Radio Televizija Slovenija), pe frecvența de 98,9 MHz.